# Center for Human Emergence
Het Center for Human Emergence (CHE) is een wereldwijde non-profit netwerkbeweging die de evolutie van het menselijk bewustzijn onderzoekt en de inzichten in (internationale) projecten in de praktijk brengt.

## Geschiedenis
CHE is in 2001 opgericht in de Verenigde Staten door filosoof en systeemtheoreticus Don Beck. Centraal gedachtegoed in het ontstaan van CHE was de theorie van Spiral dynamics van Clare Graves; een theorie die Don Beck samen met Chris Cowan in de jaren negentig heeft gepopulariseerd. Later werden andere theorieën toegevoegd aan het denkkader van CHE, met name de Integral Theory van Ken Wilber, de U-Curve van Otto Scharmer en het Chaordic design process van Dee Hock.
In de loop van de jaren 2000 zijn wereldwijd CHE's opgericht, waaronder in Duitsland, Denemarken, Engeland, Oostenrijk, Canada, Israël, Mexico, Brazilië en Australië. In Nederland is het CHE in 2005 opgericht door Peter Merry, in de vorm van een Stichting, waar inmiddels zo'n dertig mensen actief een rol vervullen. Zij richten zich vanuit verschillende vakgebieden op het toepassen van nieuwe manieren van samenwerken in complexe vraagstukken.
CHE in Nederland is georganiseerd in een bestuursgroep, een onderzoeksgroep (de CHE School of Synnervation), een praktijkgroep (adviespraktijk CHE Synnervate) en constellaties (Special Interest Groups). Daarnaast kent CHE Nederland een Raad van Advies met daarin Herman Wijffels, Fons Trompenaars, Fred Matser, Marianne Spangenberg, Carlos de Bourbon de Parme, Marike van Lier Lels en Chantal Gill'ard.

## Onderzoeksgebied
Voortbouwend op de theorieën van onder meer Clare Graves, Don Beck en Ken Wilber, veronderstelt het CHE dat het menselijk bewustzijn in de loop der tijd een meetbare evolutie doorgaat, en wel sprongsgewijs. Dit geldt voor het individu, voor groepen en voor samenlevingen. Het CHE stelt dat door het leren begrijpen van deze evolutie, en het toepassen van deze inzichten in de praktijk, een gezonde balans in normen en waarden kan worden gevonden in individuen, groepen en samenlevingen. Een sleutelrol daarin vormt het principe om naar situaties en ontwikkelingen op een meta-niveau (second-tier) te kunnen kijken. Daartoe worden principes gehanteerd die ook terug te vinden zijn in spiritualiteit, mindfulness en Boeddhisme.
Voor organisatiestructuur en besluitvorming wordt geëxperimenteerd met Holacracy, dat uitgaat van op te lossen spanningen en stuurt op besluiten die werkbaar zijn in het nu.

## Werkgebied
Het CHE participeert in internationale projecten, zoals de MDG-projecten van de Wereldgezondheidsorganisatie. Ook tijdens de klimaattop in Kopenhagen in 2009 heeft CHE een faciliterende rol vervuld in het Klimaforum. In Nederland richt CHE zich op initiatieven rondom duurzaamheid, klimaatinnovaties, leiderschap en wijkontwikkeling.
De CHE constellaties (special interest groups) houden zich onder meer bezig met integraal coachingsonderzoek, integrale politiek, integrale duurzaamheid, en integrale gezondheid.